# Verizon Tennis Challenge 1997 - Qualificazioni singolare
Le qualificazioni del singolare  del Verizon Tennis Challenge 1997 sono state un torneo di tennis preliminare per accedere alla fase finale della manifestazione. I vincitori dell'ultimo turno sono entrati di diritto nel tabellone principale. In caso di ritiro di uno o più giocatori aventi diritto a questi sono subentrati i lucky loser, ossia i giocatori che hanno perso nell'ultimo turno ma che avevano una classifica più alta rispetto agli altri partecipanti che avevano comunque perso nel turno finale.
Le qualificazioni del torneo Verizon Tennis Challenge 1997 prevedevano 32 partecipanti di cui 4 sono entrati nel tabellone principale.

## Teste di serie
1. Marcos Ondruska (secondo turno)
2. Doug Flach (primo turno)
3. Sébastien Lareau (secondo turno)
4. Tommy Haas (primo turno)

1. Jaime Oncins (Qualificato)
2. Nicolás Pereira (ultimo turno)
3. Steve Bryan (secondo turno)
4. Kris Goossens (Qualificato)

## Qualificati
1. Jerome Hanquez
2. Kris Goossens

1. Steve Campbell
2. Jaime Oncins

## Tabellone

### Legenda
| - Q = Qualificato - WC = Wild card - LL = Lucky loser | - ALT = Alternate - SE = Special Exempt - PR = Protected Ranking | - w/o = Walkover - r = Ritirato - d = Squalificato |

### Sezione 1
|  | Primo turno     | Primo turno          | Primo turno          | Primo turno | Primo turno |  |  | Secondo turno | Secondo turno   | Secondo turno | Secondo turno | Secondo turno |   |   | Ultimo turno   | Ultimo turno   | Ultimo turno | Ultimo turno | Ultimo turno |  |
|  |                 |                      |                      |             |             |  |  |               |                 |               |               |               |   |   |                |                |              |              |              |  |
|  | 1               | Marcos Ondruska      | 6                    | 6           | 6           |  |  |               |                 |               |               |               |   |   |                |                |              |              |              |  |
|  |                 | Jimy Szymanski       | 4                    | 7           | 1           |  |  | 1             | Marcos Ondruska | 2             | 7             | 4             |   |   |                |                |              |              |              |  |
|  | Jerome Hanquez  | Jerome Hanquez       | Jerome Hanquez       | 6           | 7           |  |  |               | Jerome Hanquez  | 6             | 5             | 6             |   |   |                |                |              |              |              |  |
|  | Brian Vahaly    | Brian Vahaly         | Brian Vahaly         | 3           | 6           |  |  |               |                 |               |               |               |   |   | Jerome Hanquez | Jerome Hanquez | 3            | 6            | 7            |  |
|  | Ramón Delgado   | Ramón Delgado        | Ramón Delgado        | 7           | 7           |  |  |               |                 | Ramón Delgado | Ramón Delgado | 6             | 3 | 6 |                |                |              |              |              |  |
|  | Mikael Stadling | Mikael Stadling      | Mikael Stadling      | 6           | 6           |  |  |               | Ramón Delgado   | Ramón Delgado | 7             | 6             |   |   |                |                |              |              |              |  |
|  | 7               | Steve Bryan          | Steve Bryan          | 6           | 6           |  |  | 7             | Steve Bryan     | Steve Bryan   | 6             | 3             |   |   |                |                |              |              |              |  |
|  |                 | Christopher Pressley | Christopher Pressley | 1           | 2           |  |  |               |                 |               |               |               |   |   |                |                |              |              |              |  |

### Sezione 2
|  | Primo turno   | Primo turno    | Primo turno    | Primo turno | Primo turno |  |  | Secondo turno | Secondo turno | Secondo turno | Secondo turno | Secondo turno |   |   | Ultimo turno | Ultimo turno  | Ultimo turno | Ultimo turno | Ultimo turno |  |
|  |               |                |                |             |             |  |  |               |               |               |               |               |   |   |              |               |              |              |              |  |
|  |               | Wade McGuire   | Wade McGuire   | 6           | 6           |  |  |               |               |               |               |               |   |   |              |               |              |              |              |  |
|  | 2             | Doug Flach     | Doug Flach     | 1           | 4           |  |  | Wade McGuire  | Wade McGuire  | Wade McGuire  | 6             | 3             |   |   |              |               |              |              |              |  |
|  | David Nainkin | David Nainkin  | David Nainkin  | 6           | 6           |  |  | David Nainkin | David Nainkin | David Nainkin | 7             | 6             |   |   |              |               |              |              |              |  |
|  | Cecil Mamiit  | Cecil Mamiit   | Cecil Mamiit   | 3           | 3           |  |  |               |               |               |               |               |   |   |              | David Nainkin | 3            | 7            | 2            |  |
|  | Brian MacPhie | Brian MacPhie  | Brian MacPhie  | 6           | 6           |  |  |               |               | 8             | Kris Goossens | 6             | 6 | 6 |              |               |              |              |              |  |
|  | Luis Horna    | Luis Horna     | Luis Horna     | 3           | 2           |  |  |               | Brian MacPhie | 5             | 7             | 3             |   |   |              |               |              |              |              |  |
|  | 8             | Kris Goossens  | Kris Goossens  | 7           | 6           |  |  | 8             | Kris Goossens | 7             | 6             | 6             |   |   |              |               |              |              |              |  |
|  |               | Miguel Pastura | Miguel Pastura | 5           | 4           |  |  |               |               |               |               |               |   |   |              |               |              |              |              |  |

### Sezione 3
|  | Primo turno    | Primo turno         | Primo turno     | Primo turno | Primo turno |  |  | Secondo turno | Secondo turno    | Secondo turno    | Secondo turno   | Secondo turno   |   |   | Ultimo turno | Ultimo turno   | Ultimo turno   | Ultimo turno | Ultimo turno |  |
|  |                |                     |                 |             |             |  |  |               |                  |                  |                 |                 |   |   |              |                |                |              |              |  |
|  | 3              | Sébastien Lareau    | 6               | 3           | 6           |  |  |               |                  |                  |                 |                 |   |   |              |                |                |              |              |  |
|  |                | Mashiska Washington | 3               | 6           | 1           |  |  | 3             | Sébastien Lareau | Sébastien Lareau | 2               | 2               |   |   |              |                |                |              |              |  |
|  | Steve Campbell | Steve Campbell      | 3               | 6           | 6           |  |  |               | Steve Campbell   | Steve Campbell   | 6               | 6               |   |   |              |                |                |              |              |  |
|  | Fredrik Bergh  | Fredrik Bergh       | 6               | 1           | 4           |  |  |               |                  |                  |                 |                 |   |   |              | Steve Campbell | Steve Campbell | 6            | 6            |  |
|  | Eduardo Medica | Eduardo Medica      | Eduardo Medica  | 6           | 7           |  |  |               |                  | 6                | Nicolás Pereira | Nicolás Pereira | 2 | 3 |              |                |                |              |              |  |
|  | Gianluca Pozzi | Gianluca Pozzi      | Gianluca Pozzi  | 2           | 5           |  |  |               | Eduardo Medica   | Eduardo Medica   | 6               | 6               |   |   |              |                |                |              |              |  |
|  | 6              | Nicolás Pereira     | Nicolás Pereira | 6           | 6           |  |  | 6             | Nicolás Pereira  | Nicolás Pereira  | 7               | 7               |   |   |              |                |                |              |              |  |
|  |                | Chad Carlson        | Chad Carlson    | 3           | 0           |  |  |               |                  |                  |                 |                 |   |   |              |                |                |              |              |  |

### Sezione 4
|  | Primo turno         | Primo turno         | Primo turno         | Primo turno | Primo turno |  |  | Secondo turno    | Secondo turno    | Secondo turno | Secondo turno | Secondo turno |   |   | Ultimo turno | Ultimo turno     | Ultimo turno     | Ultimo turno | Ultimo turno |  |
|  |                     |                     |                     |             |             |  |  |                  |                  |               |               |               |   |   |              |                  |                  |              |              |  |
|  |                     | Luis Morejon        | Luis Morejon        | 7           | 6           |  |  |                  |                  |               |               |               |   |   |              |                  |                  |              |              |  |
|  | 4                   | Tommy Haas          | Tommy Haas          | 6           | 4           |  |  | Luis Morejon     | Luis Morejon     | 4             | 6             | 1             |   |   |              |                  |                  |              |              |  |
|  | Frédéric Fontang    | Frédéric Fontang    | Frédéric Fontang    | 6           | 6           |  |  | Frédéric Fontang | Frédéric Fontang | 6             | 4             | 6             |   |   |              |                  |                  |              |              |  |
|  | Jan-Michael Gambill | Jan-Michael Gambill | Jan-Michael Gambill | 3           | 2           |  |  |                  |                  |               |               |               |   |   |              | Frédéric Fontang | Frédéric Fontang | 6            | 6            |  |
|  | Julián Alonso       | Julián Alonso       | Julián Alonso       | 6           | 6           |  |  |                  |                  | 5             | Jaime Oncins  | Jaime Oncins  | 7 | 7 |              |                  |                  |              |              |  |
|  | Michael Sell        | Michael Sell        | Michael Sell        | 4           | 1           |  |  |                  | Julián Alonso    | Julián Alonso | 2             | 3             |   |   |              |                  |                  |              |              |  |
|  | 5                   | Jaime Oncins        | Jaime Oncins        | 7           | 6           |  |  | 5                | Jaime Oncins     | Jaime Oncins  | 6             | 6             |   |   |              |                  |                  |              |              |  |
|  |                     | Dick Norman         | Dick Norman         | 6           | 4           |  |  |                  |                  |               |               |               |   |   |              |                  |                  |              |              |  |